# Lamut

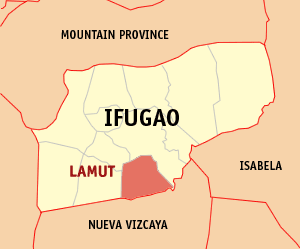
Bản đồ Ifugao với vị trí của Lamut

Lamut là một đô thị hạng 4 ở tỉnh Ifugao, Philippines. Theo điều tra dân số năm 2000 của Philipin, đô thị này có dân số 18.731 người trong 3.654 hộ.

## Các đơn vị hành chính
Lamut được chia ra 18 barangay.
| - Ambasa - Bimpal - Hapid - Holowon - Lawig - Lucban - Mabatobato, BLISS (Lamut) - Magulon - Nayon | - Panopdopan - Payawan - Pieza - Poblacion East - Poblacion West - Pugol (Ifugao Reservation) - Salamague - Sanafe - Umilag |